# Championnat du Niger de football 2003
Navigation
Édition suivante
La saison 2003 du Championnat du Niger de football est la trente-troisième édition de la Ligue 1, le championnat national de première division au Niger. 
La compétition se dispute en deux phases :
- Championnat national : les vingt équipes engagées sont réparties en deux poules de dix et s'affrontent à deux reprises, en matchs aller et retour. Les trois premiers se qualifient pour la seconde phase tandis que les trois derniers sont relégués en deuxième division.
- Super Division : les six clubs qualifiés se retrouvent au sein d'une poule unique où ils jouent une seule fois contre chacun de leurs adversaires. Le premier du classement final est sacré champion.

C'est le Sahel SC qui remporte la compétition cette saison après avoir terminé en tête du classement final, avec six points d'avance sur l'Olympic FC, Akokana FC et le tenant du titre, la JS Ténéré. C'est le dixième titre de champion du Niger de l'histoire du club.

## Participants
- Dan Gourmou FC
- AS FNIS
- ASFAN Niamey
- Jangorzo FC
- Entente FC
- Akokana FC
- Olympic Football Club de Niamey
- Urana FC
- Nassara Alkali Club
- Dan Baskoré FC
- Espoir FC
- Liberté FC
- Gourama FC - Promu de D2
- Sahel SC
- Zumunta AC
- JS Ténéré
- US Gendarmerie Nationale
- Aigles FC
- National Dendi de Gaya - Promu de D2
- AS CBK

## Compétition

### Championnat national
Le classement est établi sur le barème de points suivant : victoire à 3 points, match nul à 2, défaite à 1. Un point de pénalité est appliqué en cas de forfait ou d'abandon en cours de rencontre.
| Rang | Équipe         | Pts | J  | G  | N | P  | Bp | Bc | Diff |
| ---- | -------------- | --- | -- | -- | - | -- | -- | -- | ---- |
| 1    | AS FNIS        | 45  | 18 | 12 | 3 | 3  | 31 | 12 | +19  |
| 2    | Sahel SC -1    | 44  | 18 | 12 | 3 | 3  | 40 | 6  | +34  |
| 3    | Akokana FC     | 43  | 18 | 11 | 3 | 4  | 36 | 9  | +27  |
| 4    | ASFAN Niamey   | 41  | 18 | 9  | 5 | 4  | 25 | 9  | +16  |
| 5    | Espoir FC      | 39  | 18 | 7  | 7 | 4  | 29 | 24 | +5   |
| 6    | Dan Gourmou FC | 36  | 18 | 7  | 4 | 7  | 19 | 21 | -2   |
| 7    | Entente FC     | 30  | 18 | 5  | 2 | 11 | 8  | 30 | -22  |
| 8    | Dan Baskoré FC | 29  | 18 | 4  | 3 | 11 | 11 | 34 | -23  |
| 9    | Liberté FC -1  | 27  | 18 | 4  | 3 | 11 | 17 | 26 | -9   |
| 10   | Gourama FCP -4 | 19  | 18 | 2  | 1 | 15 | 8  | 53 | -45  |

| Rang | Équipe                     | Pts | J  | G  | N | P  | Bp | Bc | Diff |
| ---- | -------------------------- | --- | -- | -- | - | -- | -- | -- | ---- |
| 1    | Olympic FC -1              | 44  | 18 | 12 | 3 | 3  | 40 | 12 | +28  |
| 2    | Zumunta AC                 | 43  | 18 | 11 | 3 | 4  | 38 | 17 | +21  |
| 3    | JS TénéréT -1              | 42  | 18 | 11 | 3 | 4  | 40 | 14 | +26  |
| 4    | Nassara Alkali Club -1     | 42  | 18 | 11 | 3 | 4  | 29 | 15 | +14  |
| 5    | US Gendarmerie Nationale   | 40  | 18 | 10 | 2 | 6  | 33 | 22 | +11  |
| 6    | Urana FC -1                | 35  | 18 | 8  | 2 | 8  | 27 | 27 | 0    |
| 7    | Jangorzo FC -1             | 35  | 18 | 8  | 2 | 8  | 23 | 27 | -4   |
| 8    | Aigles FC                  | 26  | 18 | 3  | 2 | 13 | 9  | 42 | -33  |
| 9    | National Dendi de GayaP -1 | 25  | 18 | 2  | 4 | 12 | 6  | 33 | -27  |
| 10   | AS CBK -3                  | 19  | 18 | 1  | 2 | 15 | 7  | 43 | -36  |

### Super Division
Le classement est établi sur le barème de points suivant : victoire à 3 points, match nul à 1, défaite à 0.
| Rang | Équipe                           | Pts | J | G | N | P | Bp | Bc | Diff |  | Résultats (▼ dom., ► ext.)       | Sah | Oly | JST | Ako | ASF | Zum   |
| ---- | -------------------------------- | --- | - | - | - | - | -- | -- | ---- |  | -------------------------------- | --- | --- | --- | --- | --- | ----- |
| 1    | Sahel SC                         | 13  | 5 | 4 | 1 | 0 | 8  | 2  | +6   |  | Sahel SC                         |     | 2-1 | 1-1 | 2-0 | 2-0 | 1-0   |
| 2    | Olympic Football Club de NiameyC | 7   | 5 | 2 | 1 | 2 | 4  | 3  | +1   |  | Olympic Football Club de NiameyC |     |     | 0-0 | 2-0 | 0-1 | 1-0   |
| 3    | JS TénéréT                       | 7   | 5 | 1 | 4 | 0 | 3  | 3  | 0    |  | JS TénéréT                       |     |     |     | 1-1 | 1-1 | gagné |
| 4    | Akokana FC                       | 7   | 5 | 2 | 1 | 2 | 2  | 5  | -3   |  | Akokana FC                       |     |     |     |     | 1-0 | gagné |
| 5    | AS-FNIS                          | 4   | 5 | 1 | 1 | 3 | 2  | 5  | -3   |  | AS-FNIS                          |     |     |     |     |     | 0-1   |
| 6    | Zumunta AC                       | 3   | 5 | 1 | 0 | 4 | 1  | 2  | -1   |  | Zumunta AC                       |     |     |     |     |     |       |

|  | Qualification pour la Ligue des champions de la CAF 2004                              |
|  | Qualification pour la Coupe de la confédération 2004                                  |
|  | T : Tenant du titre C : Vainqueur de la Coupe du Niger P : Promu de Deuxième division |

- Zumunta AC déclare forfait après la 3e journée, ses deux matchs restants sont déclarés perdus sur le score de 0-0.

## Bilan de la saison
| Championnat du Niger de football 2003 |                                                                              |
| Champion                              | Sahel SC (10e titre)                                                         |
| Coupes et trophées                    |                                                                              |
| Vainqueur de la Coupe du Niger 2003   | Olympic Football Club de Niamey                                              |
| Qualifications continentales          |                                                                              |
| Ligue des champions de la CAF 2004    | Sahel SC                                                                     |
| Coupe de la confédération 2004        | Olympic Football Club de Niamey                                              |
| Promotions et relégations             |                                                                              |
| Promus en Ligue 1                     | AS Douanes AS Police                                                         |
| Relégués en Deuxième division         | Liberté FC Gourama FC National Dendi de Gaya AS CBK Aigles FC Dan Baskoré FC |